# Besson MB.411
Besson MB.411 (nieoficjalna nazwa Pétrel - pol. fulmar) – francuski wodnosamolot obserwacyjny z okresu II wojny światowej. 

## Historia
Pod koniec lat dwudziestych we Francji zaczęto rozważać budowę samolotu, który mógłby być przystosowany do transportu okrętem podwodnym. Wtedy to powstał pierwszy francuski samolot tego typu Besson MB.35. Jednak z uwagi na brak odpowiednio dużych okrętów podwodnych, zbudowany został tylko prototyp.

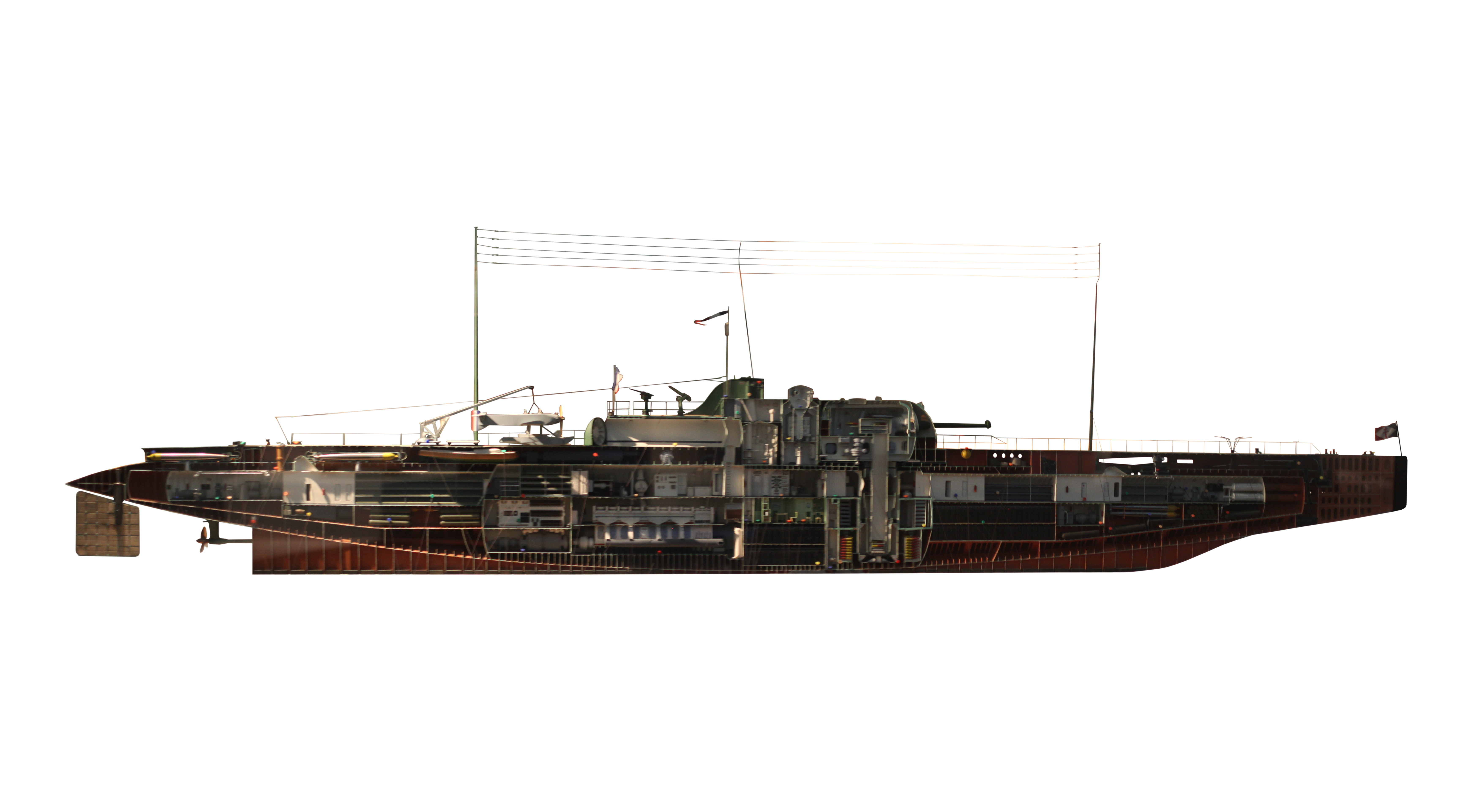
Model okrętu podwodnego "Surcouf" z samolotem Besson MB.411 na pokładzie

W 1932 roku dowództwo francuskiej Marynarki Wojennej w związku z budową okrętu podwodnego „Surcouf” zwróciło się do wytwórni Marcel Besson et Compagnie o opracowanie wodnosamolotu przystosowanego do transportu tym okrętem. Zgodnie z założeniami samolot ten po złożeniu musiał się zmieścić w cylindrycznym hangarze o średnicy 2 m i długości 7m umieszczonym za kioskiem okrętu podwodnego. Powstał wtedy wodnosamolot oznaczony jako MB.410, którego konstrukcję oparto na wcześniejszym samolocie Besson MB.35. Był to samolot jednomiejscowy, o konstrukcji drewnianej, wyposażony w silnik gwiazdowy Salmson 9Nc o mocy 130 KM (96 kW). Samolot ten w 1933 roku rozbił się w czasie prób.
W związku z tym dowództwo marynarki zamówiło kolejny prototyp, lecz z uwagi na bankructwo wytwórni Marcel Besson et Compagnie, prace nad tym samolotem kontynuowano w wytwórni Les Ateliers de Constructions du Nord de la France et Les Mureaux (ANF-Les Mureaux). Prototyp ten oznaczony jako MB.411 miał już konstrukcję mieszaną oraz otrzymał mocniejszy silnik Salmson 9Nd o mocy 130 KM. Wodnosamolot ten został oblatany w czerwcu 1935 roku. Następnie został poddany próbom na okręcie podwodnym, które trwały 1936 roku. Wrócił ponownie do wytwórni, gdzie wykonano szereg przeróbek, a najważniejszą z nich było dodanie drugiej kabiny. Próby poprawionego samolotu ostatecznie zakończono w lipcu 1937 roku. Już wcześniej zamówiono drugi samolot tego typu. Później prac nad nim nie kontynuowano. Ostatecznie zbudowano jeden samolot MB.410 i dwa MB.411.

## Użycie w lotnictwie
Wodnosamolot MB.411 w 1937 roku został zaokrętowany na okręt podwodny „Surcouf”. W chwili wybuchu wojny znajdował się na pokładzie okrętu. W dniu 18 czerwca 1940 roku okręt uciekł przed Niemcami z portu Brest do Plymouth w Anglii, z wodnosamolotem o numerze bocznym HS 73 i nazwie własnej Petrel na pokładzie. Samolot został tam zdjęty z okrętu  i od tego momentu operował z tego portu, wykonując kilka lotów zwiadowczych. W grudniu 1940 roku był ponownie używany z okrętu podwodnego, w okresie osiągania przez niego gotowości bojowej. Pod koniec kwietnia 1941 roku wodnosamolot został jednak uszkodzony w czasie nalotu na bazę morską Plymouth i więcej nie wykonywał zadań bojowych. Jego dalsze losy są nieznane.
Drugi samolot MB.411 pozostał na terenie Francji i dalsze jego losy nie są znane.

## Opis konstrukcji
Wodnosamolot Besson MB.411 był dolnopłatem o konstrukcji mieszanej. Płaty drewniane, konstrukcja kadłuba kratownicowa z rur stalowych, kryty płótnem. Dwie kabiny odkryte. Usterzenie klasyczne. Podwozie składało się z jednego centralnego jednoredanowego pływaka i dwóch bezredanowych pływaków stabilizujących pod skrzydłami.
Napęd samolotu stanowiły w 1 silnik gwiazdowy z osłonami w postaci pierścieni NACA, napędzający dwułopatowe śmigło.
Samolot miał składane skrzydła i usterzenie poziome. Transportowany w stanie złożonym. Czas złożenia i zmontowania samolotu na pokładzie okrętu podwodnego wynosił około 4 min. Po złożeniu samolot był opuszczony na wodę przy pomocy dźwigu i startował z powierzchni wody. Po wodowaniu był wciągany na pokład przy pomocy dźwigu i po rozmontowaniu umieszczony w hangarze okrętu.